# خوان کارلوس دومینگز (بازیکن فوتبال)
خوان کارلوس دومینگز (انگلیسی: Juan Carlos Domínguez؛ زادهٔ ۳ نوامبر ۱۹۴۳) بازیکن فوتبال اهل آرژانتین است.
از باشگاه‌هایی که در آن بازی کرده‌است می‌توان به باشگاه فوتبال ریور پلاته اشاره کرد.